# Alpine Village
Alpine Village statisztikai település az Amerikai Egyesült Államok Kalifornia államában, Alpine megyében. Lakosainak száma 224 fő (2020. április 1.).

## Népesség
A település népességének változása:

| 2010 | 114 |
| 2020 | 224 |